# IC 3371
IC 3371 ist eine Spiralgalaxie vom Hubble-Typ Sd im Sternbild Jungfrau nördlich der Ekliptik. Sie ist schätzungsweise 38 Millionen Lichtjahre von der Milchstraße entfernt und hat einen Durchmesser von etwa 60.000 Lichtjahren. Unter der Katalognummer VCC 995 wird sie als Mitglied des Virgo-Galaxienhaufens gelistet.
Im selben Himmelsareal befinden sich u. a. die Galaxien NGC 4429, IC 3346, IC 3347, IC 3361.
Das Objekt wurde am 7. Mai 1904 von Royal Harwood Frost entdeckt.